# Século XVI a.C.
Século XVII a.C. - Século XVI a.C. - Século XV a.C.

## Eventos
- Desenvolvimento da cultura Shang na China.
- Amósis I expulsa os hicsos do Egito.
- 1700 a.C. - 1500 a.C.: conquistas hurritas.
- 1601 a.C.: Sharma-Adad II se tornou o rei da Assíria.
- 1600 a.C.: A criação de um dos mais antigos documentos astronômicos sobreviventes, uma cópia do qual foi encontrada na biblioteca babilônica de Assurbanipal: um registro de 21 anos das aparições de Vênus (que os primeiros babilônios chamavam de Nindaranna): Tábua de Vênus de Amisaduca.
- 1600 a.C.: A data das primeiras bolas de borracha descobertas.
- 1600 a.C.: Primeira cultura micênica: armas, paredes ciclópicas e carruagens.
- 1600 a.C.: Cultura de Únětice termina na Chéquia, Europa Oriental
- Desenvolvimento do moinho de vento na Pérsia (Irã).
- 1595 a.C.: Saque da Babilônia pelo rei hitita Mursil I.
- 1595 a.C.: A queda da dinastia governante Amorita em Aleppo, Síria.
- 1570 a.C.: Palácios cretenses em Knossos e outros centros florescem apesar dos desastres.
- 1567 a.C.: Egito: fim da XV Dinastia, fim da XVI Dinastia, fim da XVII Dinastia, começo da XVIII Dinastia.
- 1556 a.C.: Cécrope I constrói ou reconstrói Atenas após a grande enchente de Deucalião e o fim da Idade de Ouro. Ele se torna o primeiro de vários reis de Atenas cujo relato de vida é considerado parte da mitologia grega.
- 1550 a.C.: A cidade de Micenas, localizada no nordeste do Peloponeso, passa a dominar o restante da Acaia, dando seu nome à civilização micênica.
- 1550 a.C.: Fim da XVII Dinastia do Egito, início da XVIII Dinastia do Egito com a coroação de Amósis I (Baixa Cronologia).
- 1530 a.C.: Fim da Primeira Dinastia da Babilônia] e início da Dinastia Kassita - ver História do Iraque.
- 1512 a.C.: O dilúvio de Deucalião, de acordo com O'Flaherty, Agostinho, Eusébio e Isidoro (bispo de Sevilha).
- 1506 a.C.: Cécrope I, lendário rei de Atenas, morre após um reinado de 50 anos. Tendo sobrevivido a seu próprio filho, ele é sucedido por Cranaus.
- 1504 a.C.: O Egito começou a conquistar a Núbia e o Levante.
- 1500 a.C.: Muitos estudiosos datam as primeiras partes do Rig Veda por volta do século XVI a.C.
- 1500 a.C.: Rainha Hatexepsute no Egito (XVIII Dinastia).
- 1500 a.C.: O elemento Mercúrio foi descoberto em tumbas egípcias que datam desta década.
- 1500 a.C.: Colonos de Creta, Grécia, mudam-se para Mileto, Turquia.
- 1500 a.C.: primeiros vestígios da civilização maia se desenvolvendo em Belize.
- 1500 a.C.: Os fenícios desenvolvem um alfabeto
- 1500 a.C:: a migração indo-ariana é frequentemente datada do século XVII a.C ao XVI a.C.